# Saint-Julien-d'Arpaon
Saint-Julien-d'Arpaon era una comuna francesa situada en el departamento de Lozère, de la región de Occitania, que el 1 de enero de 2016 pasó a ser una comuna delegada de la comuna nueva de Cans-et-Cévennes al fusionarse con las comunas de Saint-Laurent-de-Trèves.

## Demografía
| Gráfica de evolución demográfica de Saint-Julien-d'Arpaon entre 1800 y 2013 |
|                                                                             |

Los datos demográficos contemplados en este gráfico de la comuna de Saint-Julien-d'Arpaon se han cogido de 1800 a 1999 de la página francesa EHESS/Cassini, y los demás datos de la página del INSEE.